# Llista d'aerolínies de Belarús

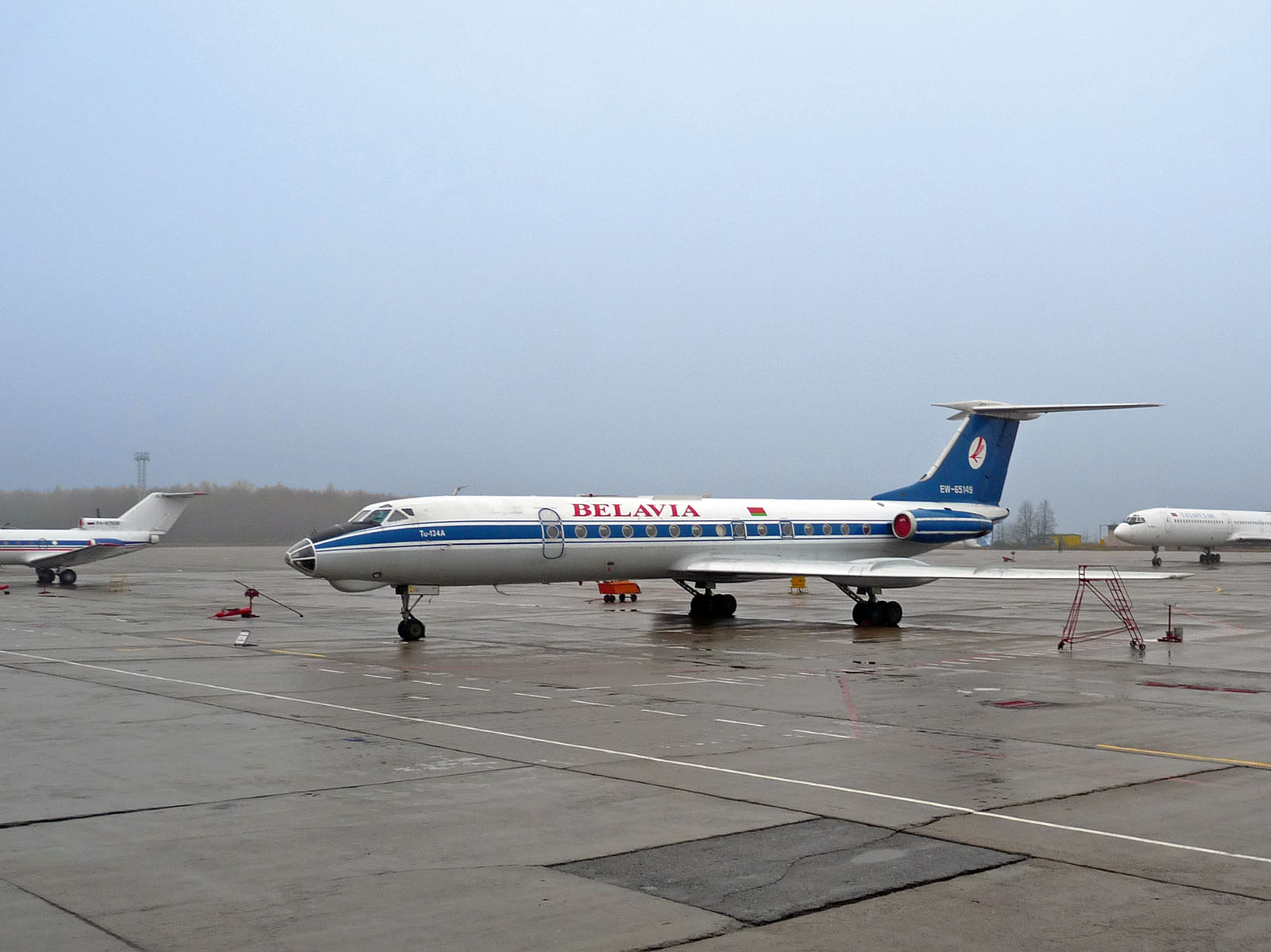
Un Tupolev Tu-134 de Belavia a l'Aeroport de Kazan, Rússia. (2008)

La següent és un llista d'aerolínies que han rebut el Certificat d'Operador Aeri per part de l'Autoritat d'Aviació Civil de Belarús:
| Aerolínia                | IATA | OACI | Distintiu   | Aeroports HUB                   | Notes              |
| ------------------------ | ---- | ---- | ----------- | ------------------------------- | ------------------ |
| Belavia                  | B2   | BRU  | BELAVIA     | Aeroport International de Minsk | Aerolínia Nacional |
| Genex                    |      | GNX  | AEROGENEX   | Aeroport International de Minsk |                    |
| Ruby Star                |      | RSB  | RUBYSTAR    | Aeroport International de Minsk |                    |
| TransAVIAexport Airlines | AL   | TXC  | TRANSEXPORT | Aeroport International de Minsk |                    |